# Eupsyche
Parrhasius là một chi bướm ngày thuộc họ Lycaenidae.